# Луций Юний Брут
Луций Юний Брут (лат. Lucius Iunius Brutus) — один из основателей Римской республики, возглавивший восстание против последнего римского царя Тарквиния Гордого в 509 до н. э. Один из двух первых римских консулов. По одной из версий, в его честь назван месяц июнь.

## Биография
Луций Юний Брут, принадлежавший к древнему роду Юниев, был племянником (сыном сестры) царя Тарквиния Гордого. Во время массовых репрессий Тарквиния он сумел «спрятать природный ум под принятою личиной» и избежать таким образом участи родственников и других представителей знати. Само прозвище «Брут» (Brutus) буквально означает «тупица».
С именем Брута связывают предание. В Дельфы от царя Тарквиния было послано посольство для истолкования несчастливого знамения в доме царя. Послами были сыновья царя Тит и Аррунт, а сопровождающим с ними — Брут, который в дар Аполлону преподнес золотой жезл, скрытый внутри рогового, — иносказательный образ своего ума. После исполнения царского поручения юноши испросили оракула, кто будет следующим царем, на что получили ответ: «Верховную власть в Риме получит тот, кто первый поцелует мать». Брут, поняв, о чём речь, поцеловал землю.
Позже царевич Секст Тарквиний обесчестил жену своего родственника Тарквиния Коллатина Лукрецию. Та рассказала об этом мужу, отцу и их спутникам Юнию Бруту и Публию Валерию, после чего покончила с собой. Это событие возмутило римлян; под воздействием пламенных речей Брута они низложили царя, осаждавшего в это время Ардею. Войско их поддержало, и царь с сыновьями были изгнаны. Первыми консулами стали Брут и Тарквиний Коллатин (509 год до н. э.).
В этом же году в Риме возник процарский заговор. В число заговорщиков входили сыновья Брута Тит и Тиберий. Один из рабов донес на них консулам, они были схвачены и казнены (Брут сам вынес приговор своим сыновьям).
Осенью Тарквиний при поддержке этрусских городов Вейи и Тарквинии собрал войско и пошёл на Рим. Против них выступили консулы Луций Юний и Публий Валерий (Коллатин к тому времени был изгнан из города из-за родственных связей с царем). В стычке передовых конных отрядов Юний Брут убил Аррунта Тарквиния, но и сам погиб.

## В культуре
Жак Луи Давид в 1789 году создал картину «Ликторы приносят Бруту тела его сыновей».